# Betty Roche
Betty Roche (de son vrai nom Mary Elisabeth Roche), née le 9 janvier 1920 à Wilmington dans le Delaware, morte le 16 février 1999 aux États-Unis est une chanteuse de Jazz.

## Biographie
Elle commence sa carrière en 1939 en remportant un concours de chant au théâtre Apollo à New York puis chante avec Lee Young, rejoint en 1940 les Savoy Sultans d'Al Cooper. En aout 1942, elle est engagée par  Duke Ellington qui lui confie la partie vocale de Black, Brown and Beige à sa création le 23 janvier 1943 au Carnegie Hall.
Elle fait un séjour chez Earl Hines et Gerald Wilson puis retourne chez Duke Ellington  en 1952 pour enregistrer un disque : Ellington Uptown avec une version de Take the "A" Train.
L'année suivante, elle part pour San Diego en Californie et se produit dans des clubs.
Printemps 1960, elle revient à New York où elle signe un contrat avec la firme Prestige.

## Pièces
- The Blues 1943
- Go Away Blues 1943
- Goin' Up 1943
- Hayfoot Strawfoot 1943
- I Don't Know What Kind of Blues I've Got 1943
- I Wonder Why 1943
- Blues on My Weary Mind avec Earl Hines 1944
- Trouble, Trouble  V disc 1944
- Take The A Train 1952
- Singin And Swingin 1961

## Discographie
- Betty Roche, Take the A train, 1956 Bethlehem
- Betty Roche, Singin' and swingin', Fantasy 1960
- Betty Roche Lightly and politely, Fantasy 1961
- Duke Ellington, The Duke Ellington Carnegie Hall concert, Janvier 1943, Prestige
- Duke Ellington, Live at Birdland, 1952 Jazz Unlimited
- Earl Hines the chronological 1942-45, Classics
- Earl Hines&The Duke's men, 1944-47,  Delmark
- Gerald Wilson, the chronological 1945-46 Classics

## Filmographie
- Take The A Train, Reveille with Beverly - 1943 (avec Duke Ellington)

## Source
- Dictionnaire du Jazz, Philippe Carles, André Clergeat, Bouquins; Robert Laffont 1988 Paris